# Ultralätt flyg

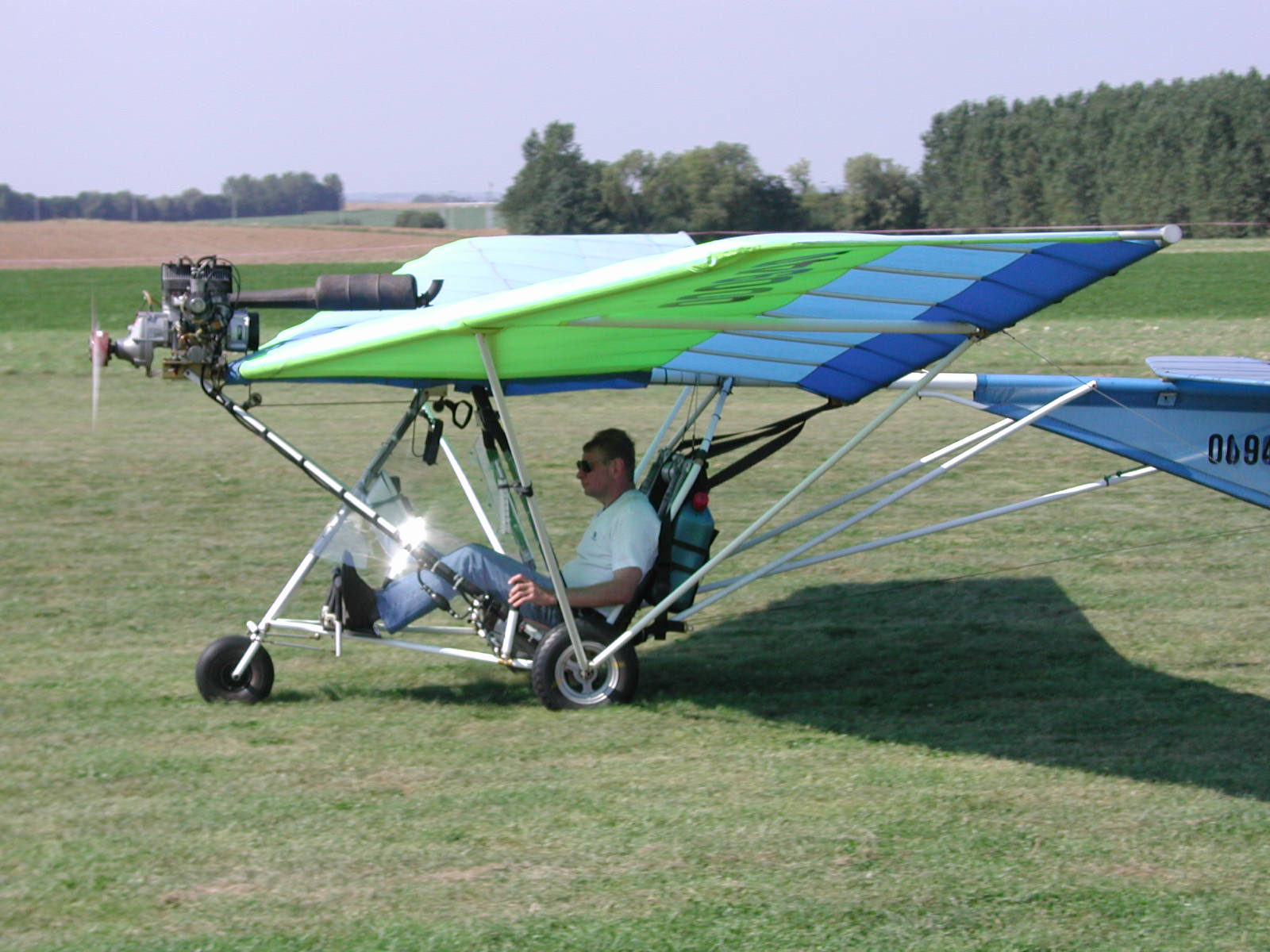
Chotia Weedhopper, ultralätt roderstyrt flygplan av klass B

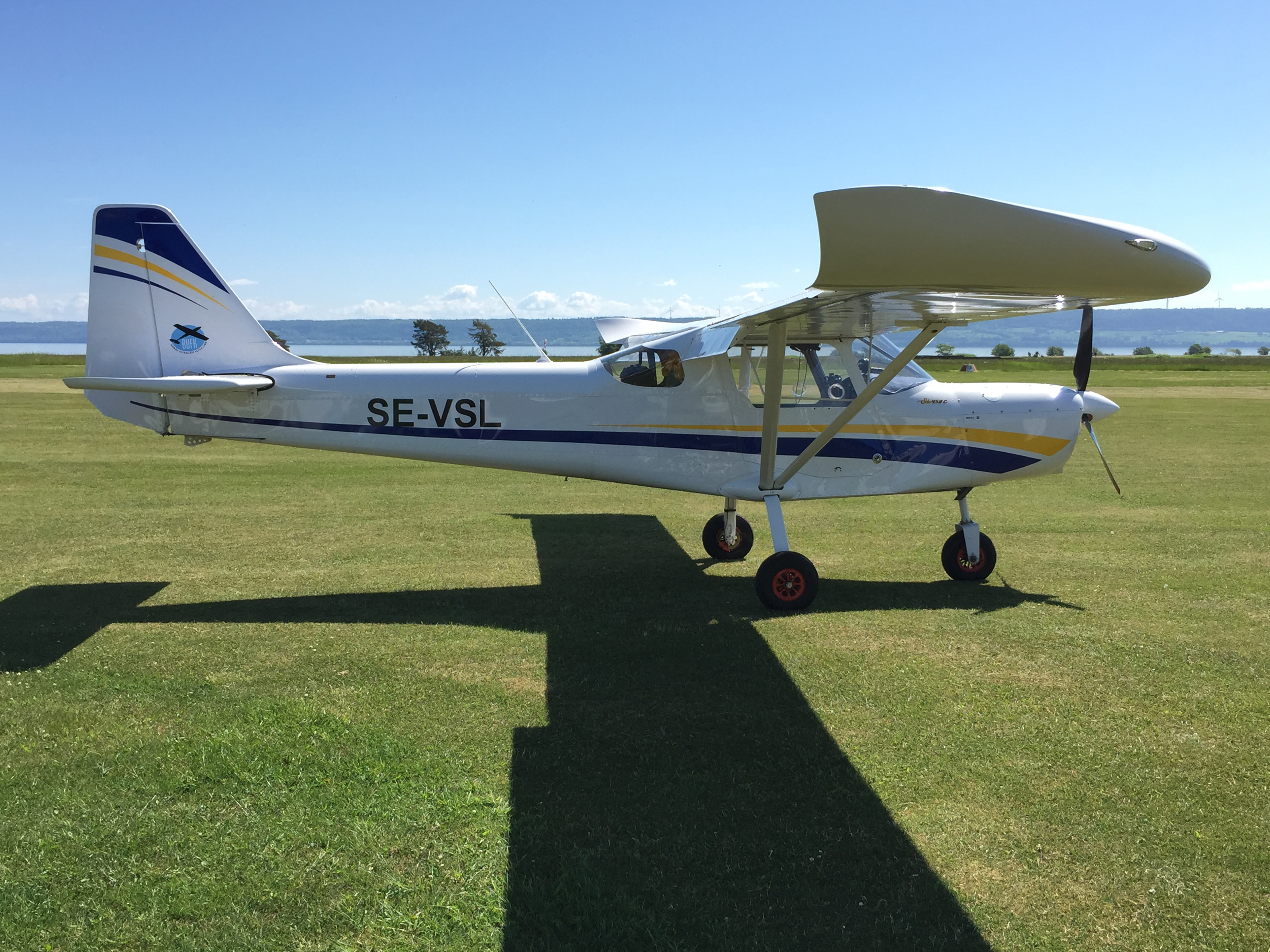
Ultralätt flygplan i lättmetall av typ Aero East Europe SILA 450C

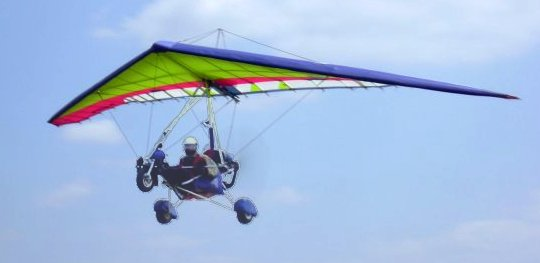
Ultralätt viktförskjutningsstyrt flygplan klass A (även kallat "trike")

Ultralätt flyg avser flygverksamhet med ultralätta flygplan. Verksamheten är av hobbykaraktär och icke-kommersiell. I vissa länder kallas ultralätta flygplan för microlight aircraft. 

## Definition
Under början av 80-talet uppstod i många länder ett stort allmänt intresse för ett billigare alternativ till privatflyget, varför de olika nationella luftfartsorganisationerna började undersöka möjligheten till ett förenklat regelverk vad gäller både konstruktionsnormer och handhavande av lättare flygplan. Sportflygplan som är standardiserade enligt den internationella civila luftfartsorganisationen ICAO:s standardsystem benämns "normalklassade", med vilket man avser att deras konstruktionsnormer finns beskrivna i ett gemensamt dokument. De nya "ultralätta" flygplanstyperna som skapades faller alltså utanför detta regelverk. Det betyder inte att det saknas ett regelsystem för dessa, snarare är det så att varje enskilt land som tillåter flygning med UL-flygplan måste själv definiera sina egna nationella regler för dessa flygplans konstruktion och hantering. I Sverige är det exempelvis Kungliga Svenska Aeroklubbens (KSAK) konstruktionshandbok som beskriver vad som gäller för byggande och handhavande av UL-flygplan. 
Ultralätt flyg uppdelas i två klasser: Tyngdpunktsstyrt (klass A) även kallat "trike" och roderstyrt (klass B) som oftast ser ut som ett konventionellt flygplan. Gyrokopters (som till utseendet påminner om helikoptrar men där rotorbladen inte drivs av en motor utan av fartvinden som alstras av en framåtriktad skjutande propeller) räknas likaså in till denna kategori. Definitionen av ett ultralätt flygplan varierar från land till land. Inom Europa gäller följande definitioner:
- Max flygvikt (flygmassa) 450 kg. För sjöflygplan tillåts för närvarande 500 kg som max startmassa (se kommentar om EASA nedan).
- Max två sittplatser (förare och medförare eller passagerare).
- Max stallfart 35 knop (65 km/h) och då med max sjunkhastighet 800 fot/min.

Enligt gällande EASA-bestämmelser kan man få ett tillägg på 10% till max startmassa om flygplanet är utrustat med pontoner eller 5% om det är utrustat med räddningsskärm, en typ av fallskärm för hela flygplanet.
Max startmassa för tvåsitsigt flygplan blir då 495 kg för ett sjöflygplan och 472,5 kg för ett konventionellt flygplan med räddningsskärm.
Medan ultralätt flygning i Europa under de senaste årtiondena har gradvis närmat sig flygning med normalklassade flygplan, är reglerna i USA radikalt annorlunda: exempelvis får ett flygplan för att räknas som ultralätt i USA endast ha en max tomvikt på 115 kilogram, endast ha en sittplats, ha en maximal bränslekapacitet på 19 liter och får ej framföras i högre farter än cirka 100 km/h. Flygplanen får inte heller framföras i kontrollerat luftrum eller över bebyggelse.

## Allmänt
I Europa lyder ultralätta flygplan i luftrummet under samma bestämmelser som all övrig civil flygning. Regelverkets detaljer är varierande mellan länderna, men baseras på de internationella reglerna för civil luftfart, utarbetat av ICAO. Säkerhetsaspekterna regleras likaså nationellt - inom Europa är det EASA som ansvarar för de säkerhetsmässiga standardiseringarna, men därefter finns det nationella anpassningar och avvikelser.
Första generationens UL-flygplan från 80-talet var inte sällan öppna fackverkskonstruktioner med dukklädda vingar, där piloten förutom möjligtvis en vindruta var utsatt för väder och vind. Moderna UL-flygplan är dock ofta konstruerade i kompositmaterial eller aluminium med ett relativt ombonat och väl tilltaget förarutrymme med bland annat kabinvärme och bekväma förarstolar för långa flygningar. Instrumenteringen är snarlik de normalklassade flygplanen, men oftast med undantag för instrument för navigering efter radiofyrar eftersom dessa inte används när man flyger ultralätt. Inte sällan är flygplanen numera utrustade med så kallad glass cockpit (EFIS) där de traditionella analoga instrumenten har ersatts av bildskärmar som bland annat även visar rörliga kartor för navigering med GPS.
Låg vikt och i förhållande till vikten stora bärande ytor gör UL-flygplan mera vindkänsliga än normalklassade flygplan. På äldre typer var man tvungen att i princip alltid starta och landa rakt mot vinden, men modernare typer klarar sidvind uppemot 16 knop (8-9 m/sek), beroende på flygplanstypen och förarens skicklighet.
Ultralätt flygning är endast tillåten enligt de visuella flygreglerna (VFR), dvs med sikt ner till marken. Med UL får man inte flyga i mörker, inuti moln eller enbart flyga på instrument (IFR). Flygning ovanför ett heltäckande molntäcke är således inte tillåtet, men det går bra att flyga över ett spritt molntäcke.
De ultralätta flygplanen utvecklas hela tiden och det finns ett flertal flygplanstillverkare runt om i världen som har uteslutande siktat in sig på detta segment. Även om man ännu inte kan räkna med ett UL-flygplan som transportmedel i klass med normalklassade flygplan, passar det utmärkt för lokala flygningar till nöje och rekreation samt till kortare dags- eller veckoslutsutflykter. En genomsnittlig aktionstid på ca 5-6 timmar och en marschhastighet på 200-250 km/h eller mer för moderna typer, gör att det finns möjlighet att göra även längre utflykter. Vid längre flygningar krävs dock noggrann planering med avseende på väderförhållanden och möjligheter till mellanlandningar för bränslepåfyllning. 
Ytterligare ett användningsområde är att bogsera segelflygplan, vilket oftast blir en mycket kostnadseffektiv lösning, inte minst tack vare att ultralätta flygplan ofta använder sig av mera moderna och bränslesnåla motorer än normalklassade flygplan. En vanlig motortyp är Rotax 912, vilken är en bensindriven, vattenkyld 4-taktsmotor på omkring 100 hästkrafter. Bränslet som används är standard flygbränsle (AVGAS 91/96 UL eller AVGAS 100 LL). I undantagsfall kan man även tanka vanlig högoktanig bilbränsle, vilket dock vid längre användning kan ha negativa effekter på bränslesystemet på grund av etanolhalten i bränslet.
Statistiken för ultralätt flygning visar ingen nämnvärd skillnad i antal haverier mot flygning med normalklassade flygplan, men statistiken kan innehålla ett visst mörkertal eftersom det vid tillbud med UL-flygning sker i de flesta länderna en mera förenklad utredning än vid annan privatflygning. Att räkna ut exakt hur stor andel av privatflyget hamnar inom UL-kategorin är svårt, eftersom de olika länderna har avvikande tolkningar och datainsamlingskvalitet för denna typ av flygning. De flesta länder (framför allt inom Europa) är mycket stringenta och reglerar certifikat för UL-flygning på samma sätt som certifikat för normalklassade flygplan, medan i andra länder sker detta utan lika stor kontroll, där man i princip kan bygga sitt eget flygplan som en byggsats. Av de professionellt nytillverkade UL-flygplanen är den överlägsna majoriteten av typen UL-B, dvs roderstyrda.

## Kompetenskrav
I vissa länder (t.ex. USA) finns endast allmänna riktlinjer för UL-flygning, dock inga nationella inskolningsmässiga eller medicinska krav. Även i Europa där kraven är mycket mera reglerade förekommer det en del variationer mellan olika länder. Dock gäller inom de flesta länderna som tillåter flygning med UL att förare av UL-flygplan skall ha uppnått en ålder av 17 år och skall inneha Certifikat för ultralätt flygplan (UL-A och / eller UL-B). För UL-B accepteras också Certifikat för flygplan (PPL) med tillägg för klassen UL-B samt giltigt medicinskt certifikat, minst klass LAPL.
I båda fallen gäller att man skall ha inflygning på respektive typ. Typutbildning på ultralätt flygplan skall handhas av antingen flyglärare, flyginstruktör eller annan certifikatinnehavare som godkänts av respektive nationellt kontrollorgan. Typinflygning får även ske i ensitsigt flygplan. Anteckning om typutbildning skall göras i förarens flygdagbok. Där skall också noteringar om all flygtid införas.
Till skillnad från PPL är ett ultralätt flygcertifikat ett nationellt certifikat; dvs ett UL-certifikat som har tagits i ett visst land gäller alltså endast i detta land. Olika länder har varierande inskränkningar och krav på flygning med ultralätta flygplan, dock pågår det inom EASA sedan många år ett standardiseringsarbete, vilket gör att reglerna inom Europa har börjat bli tämligen likartade. Utanför Europa är skillnaderna dock mycket större; en UL-pilot i USA kan exempelvis inte flyga över till Mexico utan att ha ett giltigt PPL-certifikat. Likaså gäller inte exempelvis ett svenskt UL-certifikat i USA.

### Medicinska krav
Det finns varierande medicinska krav mellan de olika länderna, men i de flesta fall krävs endast en god allmänhälsa, vilket ska kontrolleras med återkommande läkarkontroller bland annat vilo-EKG, utförd av flygläkare. Efterföljande kontroller kan i vissa fall utföras av vanlig läkare.

### Övriga krav
I Europa där kraven på pilotutbildning är tämligen strikta, görs vanligtvis en lämplighetskontroll av polismyndigheten, ungefär som för bilkörkort. För att få ett certifikat behöver man i de flesta länderna i Europa vara över 17 år, men i vissa länder (t.ex. i Tyskland eller i Sverige) tillåter man att eleven börjar ta flyglektioner redan vid 16 års ålder. Godkända teoretiska och praktiska prov behöver avläggas för flygskolan.
I snitt kan man räkna med att ett UL-flygcertifikat tar cirka ett år att ta, varav nio månader är teoretisk utbildning och resten är praktisk flygträning. Den teoretiska utbildningen är till största delen samma som för PPL, med undantag för de delar som inte är aktuella för ultralätt flygning, t.ex. navigering med hjälp av radiofyrar. Den praktiska flygutbildningen beskriver ett minimum antal flygtimmar, t.ex. minst 20 timmars flygning, men i praktiken blir det oftast ett par timmar ytterligare. I början flyger man i dubbelkommande med läraren bredvid sig, men så småningom flyger man ensam i flygplanet med läraren på marken — så kallad EK-flygning. I utbildningen ingår ett visst antal timmar EK-flygning, varav en med landning på annan ort än startflygplatsen. Ett praktiskt slutprov (uppflygning) görs sedan för en kontrollant.

### För att hålla certifikatet giltigt
I de flesta länderna inom Europa behöver flygföraren med jämna mellanrum genomgå en återkommande hälsokontroll. I andra länder är detta inte reglerat utan sker på samma sätt som för bilkörkort: det är upp till piloten själv att bedöma ifall han eller hon är medicinskt lämplig för att framföra ett UL-flygplan.
I vissa länder i Europa (t.ex. Sverige) finns det även bruksmässiga krav på att fortlöpande vara behörig att tjänstgöra som förare av ultralätt flygplan. Man skall exempelvis under de senaste 12 månaderna ha flugit minst 12 timmar och gjort minst 12 starter och landningar med ultralätt flygplan, eller ha gjort en godkänd kontrollflygning (proficiency test) inför en flyglärare under de senaste 12 månaderna. För att vara behörig att ta med en passagerare gäller dessutom att ha minst 10 timmars flygtid efter att certifikatet utfärdats, samt minst 3 starter och landningar med aktuell typ under de senaste 90 dagarna. Det kan även finnas ännu mera strikta lokala krav hos de olika flygklubbarna, t.ex. att årligen behöva genomföra en kontrollflygning för en av klubbens flyglärare.